# Ali Fethi Okyar

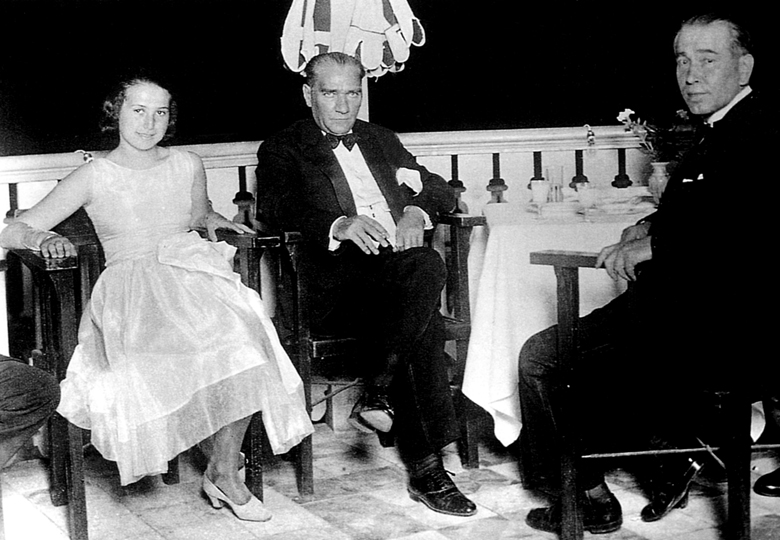
Ali Fethi Okyar (till höger) med Kemal Atatürk och sin dotter i augusti 1930

Ali Fethi Okyar, född 29 april 1880 i Prilep, död 7 maj 1943 i Istanbul, Turkiet, var en diplomat och politiker.
Fethi Okyar var Turkiets premiärminister under två månader 1923 och därefter talman i Turkiets parlament mellan 1923 och 1924. Han var Turkiets premiärminister en andra gång, från 1924 till 1925. År 1930 grundade han Liberalrepublikanska partiet och verkade som dess partiledare i några månader tills han beslöt att upplösa partiet. Partiets syfte var att få till stånd ett system med fler än ett parti. Problemet var att konservativa motståndare till Atatürks reformer strömmade till det nya partiet som hade grundats med Atatürks samtycke och partiledningen stödde reformerna.